# 三上智恵
三上 智恵（みかみ ちえ、1964年 〈昭和39年〉8月13日 - ）は、日本のジャーナリスト、映画監督、ドキュメンタリー映像作家。毎日放送(MBS)ならびに琉球朝日放送(QAB)の元アナウンサー。
フリーランスの映像作家として「沖縄と戦争」を主なテーマに、ジャーナリズム活動（沖縄戦や米軍基地問題など）を展開している。

## 来歴・人物
東京都出身。千葉県立東葛飾高等学校卒業。1987年3月、成城大学文芸学部卒業。同年4月、毎日放送 (MBS) にアナウンサーとして入社。同期に、同局アナウンサーの関岡香（旧姓・鈴江）、テレビディレクターの斉加尚代と榛葉健がいる。入社以来数々のテレビ番組やラジオ番組に出演。ラジオでは前任者の吉田智子に代わってクロージングのアナウンスを担当していた。阪神・淡路大震災の発生当日には、MBSテレビのローカルで一番早く顔出しで速報を伝えたが、これはラジオニュースに備えてたまたま早朝勤務していたからであると毎日放送の阪神大震災回顧資料に載っている。
映画に造詣が深く、水野晶子とともに毎日放送深夜の映画情報番組『シネマチップス』（1991年～1995年）でナビゲーターを務めていたこともある。しかし1995年4月、この番組で椎名誠の監督映画『白い馬』をMBSが協賛していたにもかかわらず「この監督はモンゴルのことを分かっていない」と貶したことで、番組は打ち切りに追いやられた。この「シネマチップス事件」を1つのきっかけに、1995年の琉球朝日放送(QAB)の設立とともに同局へ移籍した。その後は長年にわたりローカルニュース（「ステーションQ」）のキャスターを担当したほか、沖縄県の歴史・社会問題をテーマにドキュメンタリーの取材や制作にも携わっていた。2003年沖縄国際大学大学院修士課程修了。2011年に放送ウーマン賞2010を受賞する。
朝日放送(ABC)の『パネルクイズ アタック25』2000年3月26日放送分の25周年記念クイズ大会第4弾「系列局女子アナ大会」に宮城さつき（当時琉球朝日放送アナウンサー）とともに琉球朝日放送チームで参加し、21枚もの大量リードで優勝した。しかし、最後の名物VTR問題で「山本容子」を答えられず、優勝賞品の獲得を逃している。
2013年には、3月28日に古巣・MBSラジオの『With…夜はラジオと決めてます』内「ニュース深掘り」に電話で出演、8月9日の『報道するラジオ』では、「平和を考える～沖縄」と題した特集コーナーのゲストとして生出演も果たした。
2014年3月に琉球朝日放送を退職し、フリーランスとして独立。同年7月から『マガジン9』で連載を持つようになる。2015年に「戦場ぬ止み(いくさばぬとぅどぅみ)」、2017年に「標的の島 風(かじ)かたか」を制作した。新作の映像作品を関西圏の映画館で公開する場合に、MBSラジオの番組（主に同局アナウンサー時代の上司・伊東正治がパーソナリティを務める番組）へゲストで登場している。
2018年、元同僚でジャーナリストの大矢英代との共同監督作品『沖縄スパイ戦史』が、文化庁映画賞優秀賞、第92回キネマ旬報ベスト・テン文化映画部門1位など多数の賞を受賞した。
2020年に『証言 沖縄スパイ戦史』（集英社新書）で第7回城山三郎賞受賞。

## 映画監督作品
- 標的の村
  - 2013年公開。テレビ版（46分）を91分に編集して劇場公開された。
  - 【主な受賞歴】 山形国際ドキュメンタリー映画祭2013市民賞および日本映画監督協会賞受賞、キネマ旬報2013年文化映画ベストテン 第1位、座・高円寺ドキュメンタリーフェスティバル大賞。

- 戦場ぬ止み
  - 2015年5月23日公開。「いくさばぬとぅどぅみ」と読む。
  - 【主な受賞歴】 山形国際ドキュメンタリー映画祭2015「インターナショナルコンペティション部門」正式招待、キネマ旬報2015年文化映画ベストテン 第2位、釜山国際映画祭ドキュメンタリー・コンペティション正式招待。

- 標的の島 風（かじ）かたか
  - 2017年3月25日公開。

- 沖縄スパイ戦史
  - 2018年7月28日公開。大矢英代との共同監督。
  - 【主な受賞歴】 キネマ旬報ベスト・テン2019年文化映画ベストテン 第1位、第33回高崎映画祭 ホリゾント賞、文化庁映画賞文化記録映画優秀賞。

- 戦雲
  - 2024年3月16日公開。「いくさふむ」と読む。

## アナウンサー時代の担当番組

### 毎日放送
- 朝のホットライン（MBS担当アナウンサー）
- ザ・ベストテン（中継リポーター）
- あどりぶランド
- 毎日新聞テレビ夕刊
- MBSナウ
- 毎日放送開局40周年記念特別番組（1990年9月、『MBSナウスペシャル』司会）
- シネマチップス（ナビゲーター）
- ティータイムニュース
- ほか

### 琉球朝日放送

#### 出演作品
- ステーションQ （キャスター）
- Qプラス （キャスター）
- テレメンタリー
  - 狙われた海 〜沖縄・大浦湾 幻の軍港計画50年〜（2009年10月4日[注釈 2]、ディレクター・ナレーター）
  - 終戦65周年記念シリーズその4 英霊か 犬死にか 〜沖縄から問う靖国裁判（2010年9月、ディレクター）

- 放送開始と放送終了のアナウンス（1995年10月1日の開局時から2006年11月まで）

#### ディレクター作品
- 超古代文明は琉球弧にあった!?～沖縄海底遺跡の謎～（1998年・国際海洋映像祭入賞）
- 今甦る!海に沈んだ文明～沖縄海底遺跡の謎2～（2000年・プログレス賞優秀賞）
- 語る死者の水筒（2000年・テレメンタリー年間優秀賞、日本民間放送連盟賞九州沖縄地区テレビ報道番組部門優秀賞）
- 海に沈んだ太平洋巨石文明～沖縄海底遺跡の謎3～（2003年・プログレス賞優秀賞）
- 検証 動かぬ基地 拡大版 ～沖国大ヘリ墜落事故から1か月～（2004年・ギャラクシー賞報道活動部門優秀賞）
- 海にすわる～辺野古600日の闘い～（2006年・ギャラクシー賞テレビ部門優秀賞、地方の時代賞審査員選奨、日本民間放送連盟賞九州沖縄地区テレビ報道番組部門優秀賞）
- 人魚の棲む海～ジュゴンと生きる沖縄の人々～（2007年・テレメンタリークール賞）
- サンゴが消える日（2009年・アースビジョン地球環境映像祭アースビジョン賞）
- 1945～島は戦場だった オキナワ365日（2010年・ギャラクシー賞報道活動部門優秀賞、ANNものづくり大賞最優秀賞、プログレス賞優秀賞）
- 英霊か犬死か～沖縄から問う靖国裁判～（2011年・メディアアンビシャス賞、ANNテレメンタリー年間優秀賞、石橋湛山記念早稲田ジャーナリズム大賞）
- 標的の村～国に訴えられた沖縄・高江の住民たち～（2012年・テレメンタリー年間最優秀賞、ギャラクシー賞テレビ部門優秀賞、第18回平和協同ジャーナリスト基金奨励賞、座・高円寺ドキュメンタリーフェスティバル大賞）

## 著書

### 単著
- 『戦場ぬ止（とぅどぅ）み：辺野古・高江からの祈り』大月書店、2015年。ISBN 978-4-272-33085-0
- 『風（かじ）かたか：「標的の島」撮影記』大月書店、2017年。ISBN 978-4-272-33090-4
- 『証言 沖縄スパイ戦史』集英社＜集英社新書＞、2020年。ISBN 978-4-08-721111-5
- 『戦雲（いくさふむ）：要塞化する沖縄、島々の記録』集英社＜集英社新書＞、2024年。ISBN 978-4-08-721299-0

### 共著
- （雨宮処凛・佐高信・照屋寛徳ほか）『日本の今を問う：沖縄・歴史・憲法』七つ森書館、2014年。ISBN 978-4-8228-1413-7
- （島洋子）『女子力で読み解く基地神話：在京メディアが伝えない沖縄問題の深層』かもがわ出版、2016年。ISBN 978-4-7803-0857-0

## Web連載
- 三上智恵の沖縄〈辺野古・高江〉撮影日記（マガジン9の旧サイト 2014年7月30日～）
- 三上智恵 - マガジン9